# Mesa de las Palmas (paroisse civile)
Pour les articles homonymes, voir Mesa de las Palmas, Mesa et Palmas.
Mesa de las Palmas est l'une des trois divisions territoriales et statistiques et l'une des deux paroisses civiles de la municipalité d'Antonio Pinto Salinas dans l'État de Mérida au Venezuela. Sa capitale est Mesa de las Palmas.